# 吕小兵
吕小兵，教授，博士生导师，任职于大连理工大学。入选2011年度长江学者特聘教授，2015年获中国教育部自然科学一等奖，主要从事精细化工领域的教学和研究工作。